# 棕黑腹链蛇
棕黑腹链蛇（学名：Hebius sauteri）又名棕黑腹鏈蛇，是蛇亞目水游蛇科东亚腹链蛇属的一種無毒蛇類，俗名棕黑游蛇。

## 特徵
為無毒的小型蛇類，體長約60-70公分，體色為深褐色，腹鱗兩側有黑色的斑點，從頭部後方至尾巴之體側連成一線，頸部的白色Ｖ字型花紋為辨認其的重點。

## 習性
日行性，性情溫和，以小型的蛙類為食，卵生。常棲息於潮濕的低海拔山區和丘陵地（其生存的海拔范围为680至1083米。），于草丛、灌叢、溪流、森林底层和流水沟中活动，以及生活于山区水源附近。该物种的模式产地在台湾。

## 分佈
分布于越南、台灣、中國南部包括安徽、福建、江西、湖南、广东、香港、海南、广西、四川、贵州等地，

## 保护
本种于2023年被收录入《有重要生态、科学、社会价值的陆生野生动物名录》。